# Tyson Ballou
Tyson Brett Ballou (ur. 14 listopada 1976 w Garland) – amerykański model, który stał się jednym z najbardziej poszukiwanych modeli w branży mody.

## Życiorys

### Wczesne lata
Urodził się w Garland w Teksasie. W wieku 15 lat został odkryty przez agencję modelek Page Parkes, pojawiając się w czasopismach i pokazach mody w Teksasie.

### Kariera
W 1995 reklamował wyroby JCPenney. Po przyjeździe do Nowego Jorku w 1998 roku związał się z agencją Ford Models, a później podpisał kontrakt z agencją IMG Models, która odegrała kluczową rolę w tworzeniu jego wizerunku. Jego zdjęcia trafiły do prestiżowych magazynów mody takich jak „L’uomo”, „Vogue”, „Jalouse”, „The Face”, „Harper’s Bazaar”, „Arena Homme +”, „Visionaire”, „Numéro”, „GQ” i „W”.
Pracował dla Giorgio Armaniego, Donatelli Versace, Exte, Jeana-Paula Gaultiera, Calvina Kleina, Tommy’ego Hilfigera czy Dolce & Gabbana. W 2007 roku nakręcił kampanię reklamową dżinsów marki 7 for All Mankind obok Carolyn Murphy. Był twarzą takich marek jak Jil Sander, DKNY, Hugo Boss Sport, Byblos, Moschino, Emporio Armani, Exte Acht, Samsonite, Perry Ellis, Max Azria - BCBG, Versace i Valentino Roma.
W 2009 uczestniczył w kampanii reklamowej Anthology Fragrance Dolce & Gabbana z modelkami, Claudią Schiffer, Naomi Campbell i modelem Noahem Millsem.
W 2015 wziął udział z Anną Jagodzińską w kampanii zegarków i biżuterii Calvina Kleina.

## Filmografia
- 2010: The Black and White Maze of the Painted Zebra jako Tiger Blackmore
- 2012: Pan Am jako Włoch 2